# Ebinania costaecanariae
Ebinania costaecanariae is een straalvinnige vissensoort uit de familie van psychrolutiden (Psychrolutidae). De wetenschappelijke naam van de soort is voor het eerst geldig gepubliceerd in 1961 door Cervigón.